# Їржі Долана
Їржі Долана (чеськ. Jiří Dolana; нар. 16 березня 1937, Градець-Кралове, Чехословаччина — пом. 14 липня 2003) — чехословацький хокеїст, нападник.

## Клубна кар'єра
За свій перший клуб «Градець-Кралове» грав з 1954 по 1956 рік. У ньому і закінчив свою хокейну кар'єру (сезон 1972-73).
У чемпіонаті Чехословаччини грав за їглавську «Дуклу» (1956–1958) і «Теслу» з Пардубиць (1958–1969). Всього в лізі провів 300 матчів (228 голів). З 1969 по 1972 рік грав за ітілійський «Больцано».

## Виступи у збірній
У складі національної збірної на Зимових Олімпійських іграх 1964 в Інсбруку здобув бронзову нагороду.
Брав участь у трьох чемпіонатах світу та Європи (1961, 1963, 1964). Другий призер чемпіонату світу 1961; третій призер 1963, 63. Найкращий снайпер турніру 1963 року (разом із В'ячеславом Старшиновим — по 8 закинутих шайб). На чемпіонатах Європи — одна золота (1961) та дві бронзові нагороди (1963, 1964).
На чемпіонатах світу та Олімпійських іграх провів 21 матч (19 закинутих шайб), а всього у складі збірної Чехословаччини — 59 матчів (33 голи).

## Клуб хокейних снайперів
У Чехії існує «Клуб хокейних снайперів», заснований газетою «Спорт». До нього зараховують хокеїстів, які в чемпіонатах Чехословаччини та Чехії, а також у складах національних збірних цих країн закинули 250 шайб. Їржі Долана (261 гол) у цьому списку посідає 47-е місце.

## Нагороди та досягнення
| Нагороди         | Команда        | Кіл. | Роки       |
| ---------------- | -------------- | ---- | ---------- |
| Олімпійські ігри |                |      |            |
| Бронза           | Чехословаччина | 1    | 1964       |
| Чемпіонат світу  |                |      |            |
| Срібло           | Чехословаччина | 1    | 1961       |
| Бронза           | Чехословаччина | 2    | 1963, 1964 |
| Чемпіонат Європи |                |      |            |
| Золото           | Чехословаччина | 1    | 1961       |
| Бронза           | Чехословаччина | 2    | 1963, 1964 |